# Oust-Ilimsk
Oust-Ilimsk (en russe : Усть-Илимск) est une ville industrielle de l'oblast d'Irkoutsk, en Russie. Sa population s'élevait à 79 746 habitants en 2021.

## Géographie
Oust-Ilimsk est située en Sibérie, sur la rivière Angara, à 211 km au nord-nord-est de Bratsk, à 635 km au nord-est de Krasnoïarsk, à 638 km au nord d'Irkoutsk et à 3 811 km à l'est de Moscou.

## Histoire

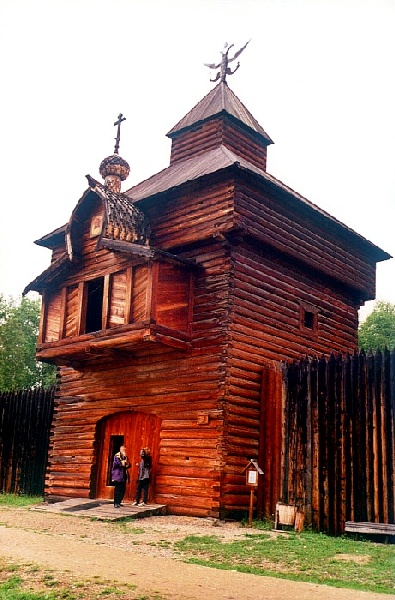
L'ancien ostrog d'Ilimsk au musée de Talzy

Une première forteresse en bois (ostrog) fut bâtie sur le site d'Oust-Ilimsk dans les années 1660.
La ville moderne apparut au milieu des années 1960, à l'époque de la construction du barrage sur l'Angara et de la centrale hydroélectrique. En 1966, Oust-Ilimsk fut fondée comme une cité ouvrière pour les travailleurs du chantier. Le nom d'Oust-Ilimsk vient du russe oust qui signifie « bouche » et ilim, qui est le nom Iakoute d'un affluent de l'Angara. Oust-Ilimsk signifie donc « ville à l'embouchure de l'Ilim ». Pendant les travaux, l'ancienne forteresse de bois a été déplacée au musée en plein air de Talzy.
Le 27 décembre 1973, la commune urbaine d'Oust-Ilimsk accéda au statut de ville. La construction de la centrale hydroélectrique s'est achevée en 1980.

## Population
Recensements ou estimations de la population
| 1959* | 1970*  | 1979*  | 1989*   | 2002*   |
| ----- | ------ | ------ | ------- | ------- |
| 500   | 21 258 | 68 641 | 109 280 | 100 592 |

| 2010*  | 2013   | 2014   | 2015   | 2016   |
| ------ | ------ | ------ | ------ | ------ |
| 86 610 | 84 315 | 83 635 | 83 023 | 82 820 |

| 2017   | 2018   | 2019   | 2020   | 2021   |
| ------ | ------ | ------ | ------ | ------ |
| 82 455 | 81 976 | 81 081 | 80 419 | 79 746 |

## Économie

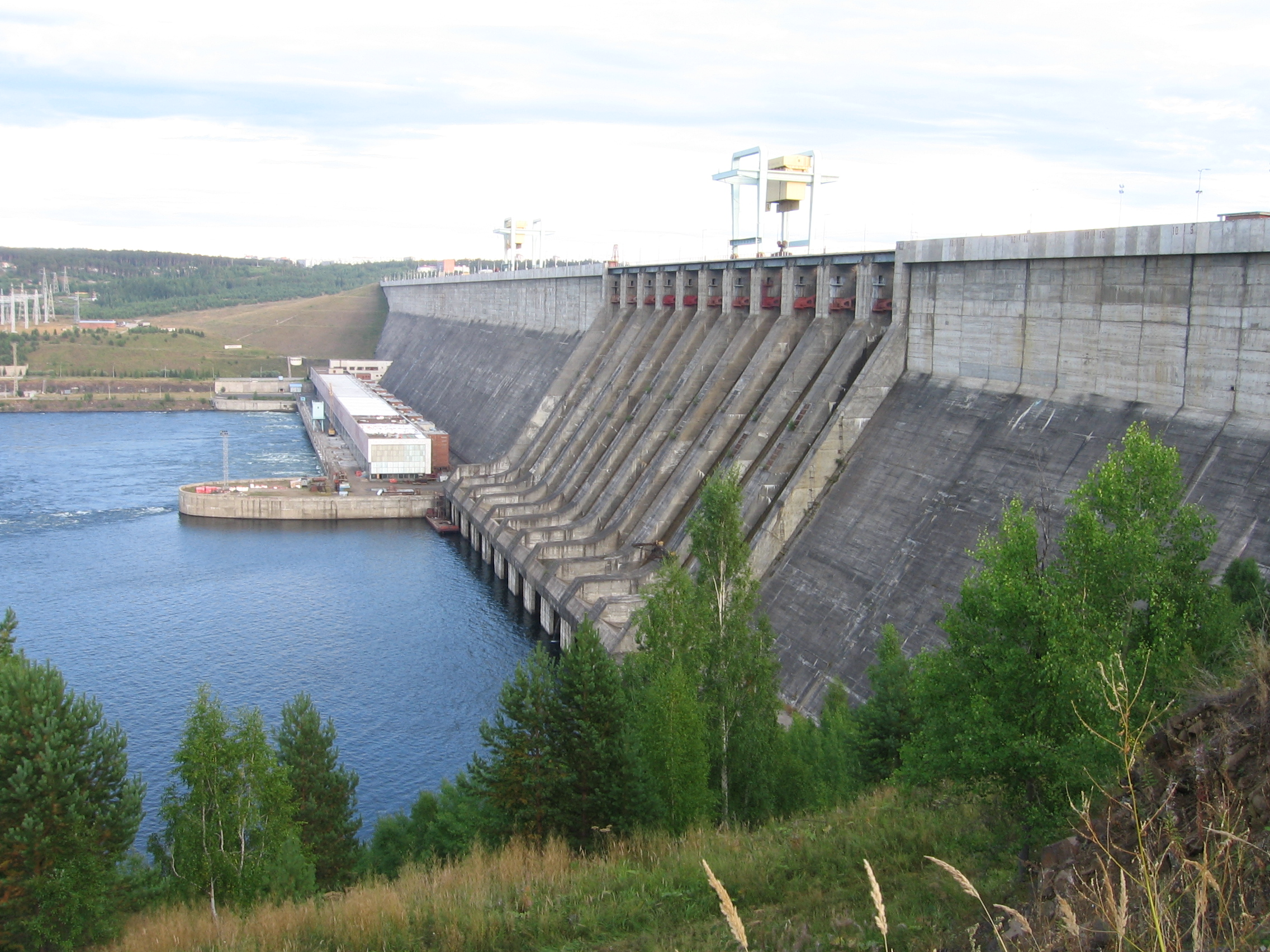
La centrale hydroélectrique d'Oust-Ilimsk.

- La centrale hydroélectrique d'Oust-Ilimsk sur l'Angara, d'une puissance de 4 300 MW, a été mise en service en 1975. Exploitée par Irkoutsenergo, elle produit plus de 20 milliards de kWh d'électricité par an et alimente des industries électrochimiques et électrométallurgiques.
- Le Groupe Ilim (Группа Илим), principale entreprise russe dans le domaine du bois et du papier, exploite à Oust-Ilimsk un combinat de pâtes à papier ainsi qu'une importante unité de traitement du bois. En 2021, l'usine a produit 790 000 tonnes de pâte à papier, dont 90 % sont exportés en Chine et en Asie du Sud-Est, des produits chimiques et 1 200 000 m3 de rondins bruts. Le Groupe Ilim emploie 4 200 personnes à Oust-Ilimsk[3].